# Heršpice
Obec Heršpice se nachází v okrese Vyškov v Jihomoravském kraji. Žije zde 924 obyvatel.

## Název
Původní podoba jména vsi byla Jarošovici (později -ice) odvozená od osobního jména Jaroš, což byla domácká podoba některého ze jmen začínajících na Jaro- (Jaroslav, Jaromír, Jarohněv atd.). Význam místního jména tedy byla "Jarošovi lidé". Podoba Heršpice se vyvinula z německé varianty jména (Jerspitz a podobně), která mimo jiné vykazuje typickou jihomoravskou záměnu českého zakončení -šovice za německé -spitz.

## Historie
Herspicz byly poprvé zmíněny v písemné formě v roce 1237, kdy král Václav I. potvrdil Řádu německých rytířů držení slavkovského panství, k němuž vesnice patřila. Po zdlouhavých sporech mezi českou korunou a Řádem, využil Václav IV. slabosti rytířů po prohrané bitvě u Grunwaldu a v roce 1411 zabavil Řádu veškerý majetek v českých zemích a vyhnal ho ze země. Heršpice se staly majetkem krále Václava IV. V roce 1422 získal slavkovské panství císař Zikmund.
V roce 1507 získali slavkovské panství Kounicové, kteří ho vlastnili až do roku 1919.
V roce 1919 získali Heršpice Pálffyové sídlící na Slovensku.
Roku 1964 byly Hešpice sloučeny s obcí Nížkovice, k opětovnému osamostatnění došlo roku 1990.

## Obyvatelstvo

### Struktura
V obci k počátku roku 2016 žilo celkem 829 obyvatel. Z nich bylo 409 mužů a 420 žen. Průměrný věk obyvatel obce dosahoval 37,9 let – dle Sčítání lidu, domů a bytů, provedeného v roce 2011, žilo v obci 743 lidí. Nejvíce z nich bylo (19,5 %) obyvatel ve věku 30–39 let. Děti do 14 let věku tvořily 17,4 % obyvatel a senioři nad 70 let úhrnem 6,6 %. Z celkem 614 občanů obce starších 15 let mělo vzdělání 36,8 % střední vč. vyučení (bez maturity). Počet vysokoškoláků dosahoval 10,4 % a bez vzdělání bylo naopak 0,2 % obyvatel. Z cenzu dále vyplývá, že ve městě žilo 378 ekonomicky aktivních občanů. Celkem 92,1 % z nich se řadilo mezi zaměstnané, z toho 76,5 % patřilo mezi zaměstnance, 1,9 % k zaměstnavatelům a zbytek pracoval na vlastní účet. Oproti tomu celých 46,2 % občanů nebylo ekonomicky aktivní (to jsou například nepracující důchodci, žáci, studenti nebo učni) a zbytek svou ekonomickou aktivitu uvést nechtěl. Úhrnem 346  obyvatel obce (což je 46,6 %), se hlásilo k české národnosti. Dále 206 obyvatel bylo Moravanů a 6 Slováků. Celých 318 obyvatel obce však svou národnost neuvedlo.
Vývoj počtu obyvatel za celou obec i za jeho jednotlivé části uvádí tabulka níže, ve které se zobrazuje i příslušnost jednotlivých částí k obci či následné odtržení.

## Exulanti
V době pobělohorské během slezských válek emigrovaly z náboženských důvodů celé rodiny do pruského Slezska. Dělo se tak pod ochranou vojska pruského krále Fridricha II. Velikého. Hromadnou emigraci nekatolíků zpočátku organizoval Jan Liberda a zprostředkoval ji generál Christoph Wilhelm von Kalckstein. V Čechách zahrnovaly jezuitské metody rekatolizace povinnou docházku na katolické bohoslužby, kontroly duchovních i světských úředníků, odpírání souhlasu vrchnosti k uzavírání sňatků, násilné odvody na vojnu apod. Číst nebo vlastnit Bibli bylo zakázáno. Místodržitelský patent vydaný dne 29. ledna 1726 zpřísnil tresty pro usvědčené nekatolíky, a to od jednoho roku nucených prací až po trest smrti. Protestantům mohly být odebrány děti a předány do péče katolickým opatrovníkům. Z Heršpic uprchli přes městečko Münsterberg v pruském Slezsku tito nekatolíci:
- Martin Kovář, nar. 1717 v Heršpicích. V roce 1742 emigroval do Münsterbergu, ale kvůli nouzi, která v exulanty přeplněném městečku panovala, se vrátil domů. Tam, za trest, měl být odveden na vojnu. Proto se do Münsterbergu vrátil a v roce 1743 odešel do Berlína.
- Josef Kučera, nar. 1717 v Heršpicích, od roku 1741 ženatý s Kateřinou Honzíkovou. V roce 1743 jen převedl Antonín Jansa do Münsterbergu, kde se rodině 28.7.1743 narodila dcera Kateřina. V listopadu téhož roku odešli do Berlína.
- Josef Novák, *(1717). Emigroval v roce 1743 do Münsterbergu, odtud pak do Berlína.

Přímo do Berlína nebo Rixdorfu uprchlo mnoho dalších lidí z Heršpic – např. Jan, Magdalena, Anna a Matouš Kovářovi, Pavel i Tobiáš Kučerovi... Výňatky z jejich životopisů jsou zveřejněny.
Historii exulantů popisuje ve svých knihách Edita Štěříková (včetně informačních zdrojů, odkazů, údajů z matrik, případně životopisů). Dokumenty se nacházejí především ve státních archivech  a v rukopisných odděleních knihoven v Německu, Švýcarsku, Polsku a Čechách. Potomci exulantů žijí v Německu, Polsku, USA, Kanadě, Austrálii, někteří reemigranti byli repatriováni v roce 1945 do Čech z polského Zelova.
| Místní části   | Místní části  | 1869 | 1880 | 1890 | 1900 | 1910 | 1921 | 1930 | 1950 | 1961 | 1970 | 1980 | 1991 | 2001 | 2011 | 2021 |
| -------------- | ------------- | ---- | ---- | ---- | ---- | ---- | ---- | ---- | ---- | ---- | ---- | ---- | ---- | ---- | ---- | ---- |
| Počet obyvatel | část Heršpice | 600  | 671  | 722  | 811  | 920  | 942  | 947  | 796  | 867  | 771  | 697  | 667  | 643  | 743  | 861  |
| Počet domů     | část Heršpice | 116  | 133  | 146  | 161  | 183  | 188  | 211  | 230  | 220  | 211  | 204  | 243  | 252  | 293  | 324  |

### Náboženský život
Obec je sídlem římskokatolické farnosti Slavkov u Brna. Ta je součástí slavkovského děkanství - Brněnské diecéze v Moravské provincii. Při censu prováděném v roce 2011 se 250 obyvatel obce (34 %) označilo za věřící. Z tohoto počtu se 204 hlásilo k církvi či náboženské obci, a sice 129 obyvatel k římskokatolické církvi (17 % ze všech obyvatel obce), dále 1 k pravoslavné, 1 k Církvi československé husitské a 45 k českobratrským evangelíkům. Úhrnem 175 obyvatel se označilo bez náboženské víry a 318 lidí odmítlo na otázku své náboženské víry odpovědět. Pamětní deska v místním evangelickém kostele oznamuje, že právě zde „byl 31. srpna 1880 přijat do Českobratrské církve evangelické náš první prezident prof. dr. Tomáš Garrigue Masaryk".

## Pamětihodnosti
- Kostel svatého Matouše z let 1999–2000, postavený na místě kaple z roku 1870
- Tvrz Konůvky a zaniklá ves, archeologické naleziště
- Terénní náznaky po gotickém hradě Kepkovu na návrší
- Přírodní památka Jalový dvůr
- Evangelický kostel

## Galerie

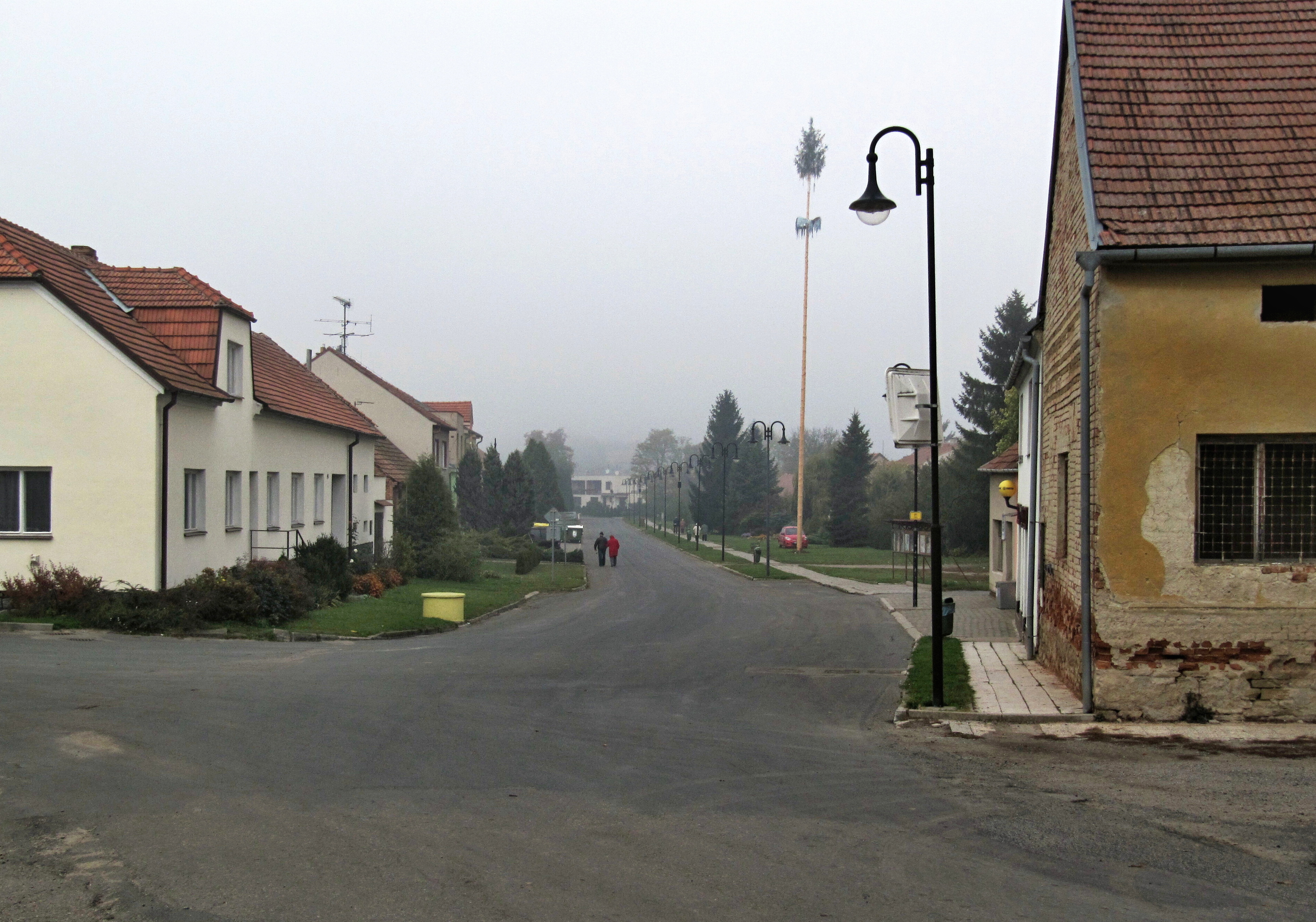
Náves
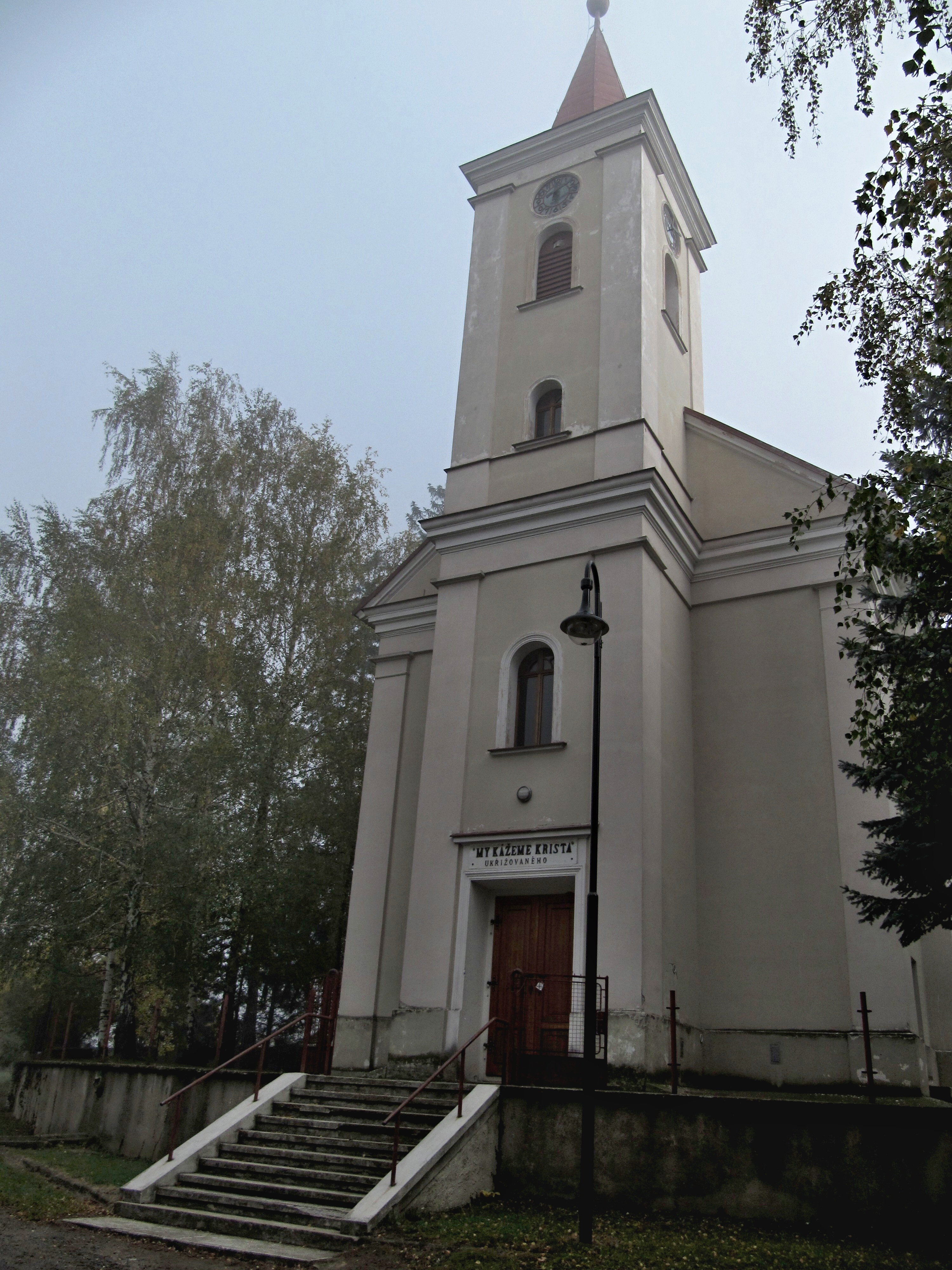
Kostel Českobratrské církve evangelické z roku 1869
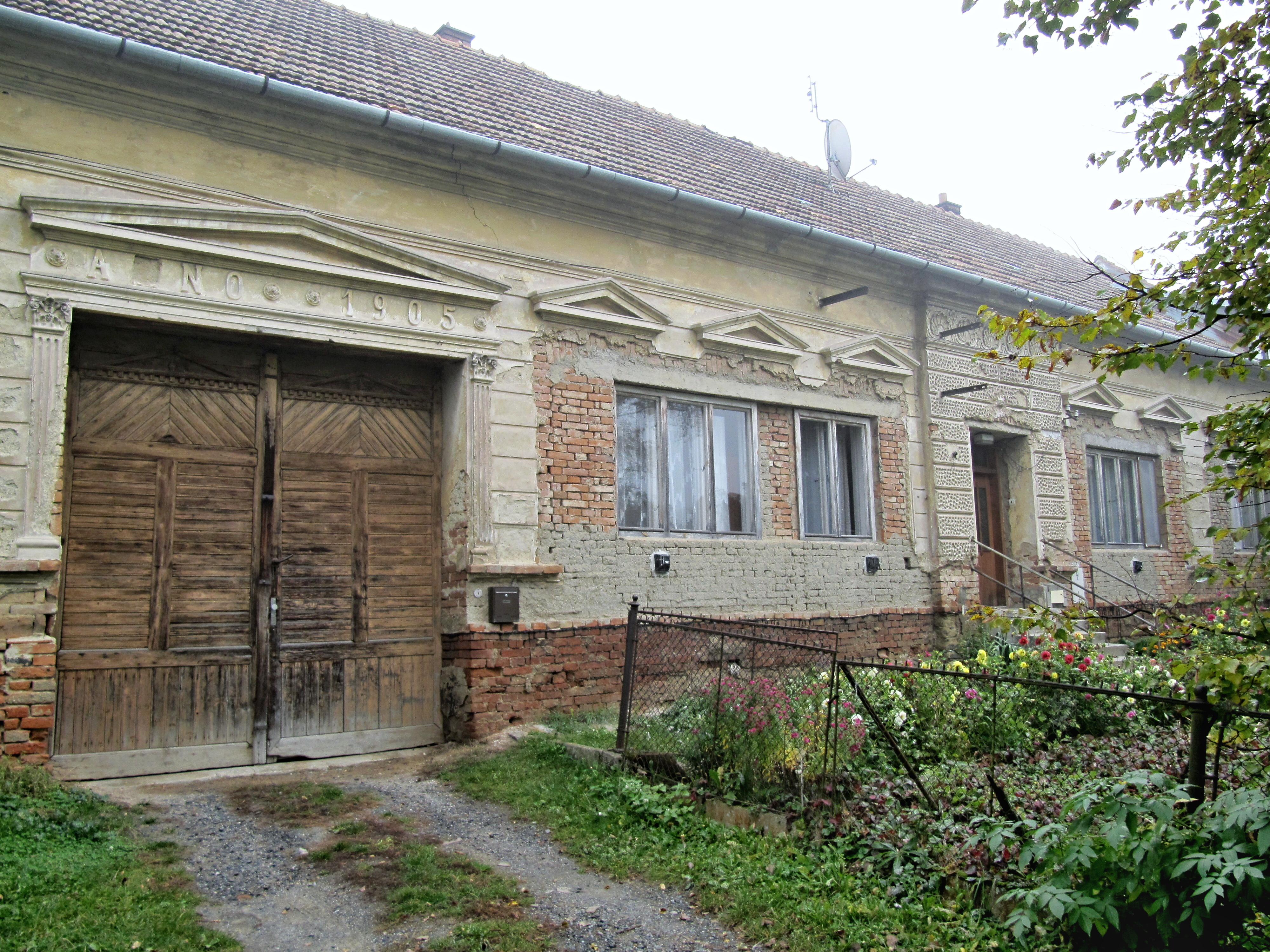
Dům č. p. 8
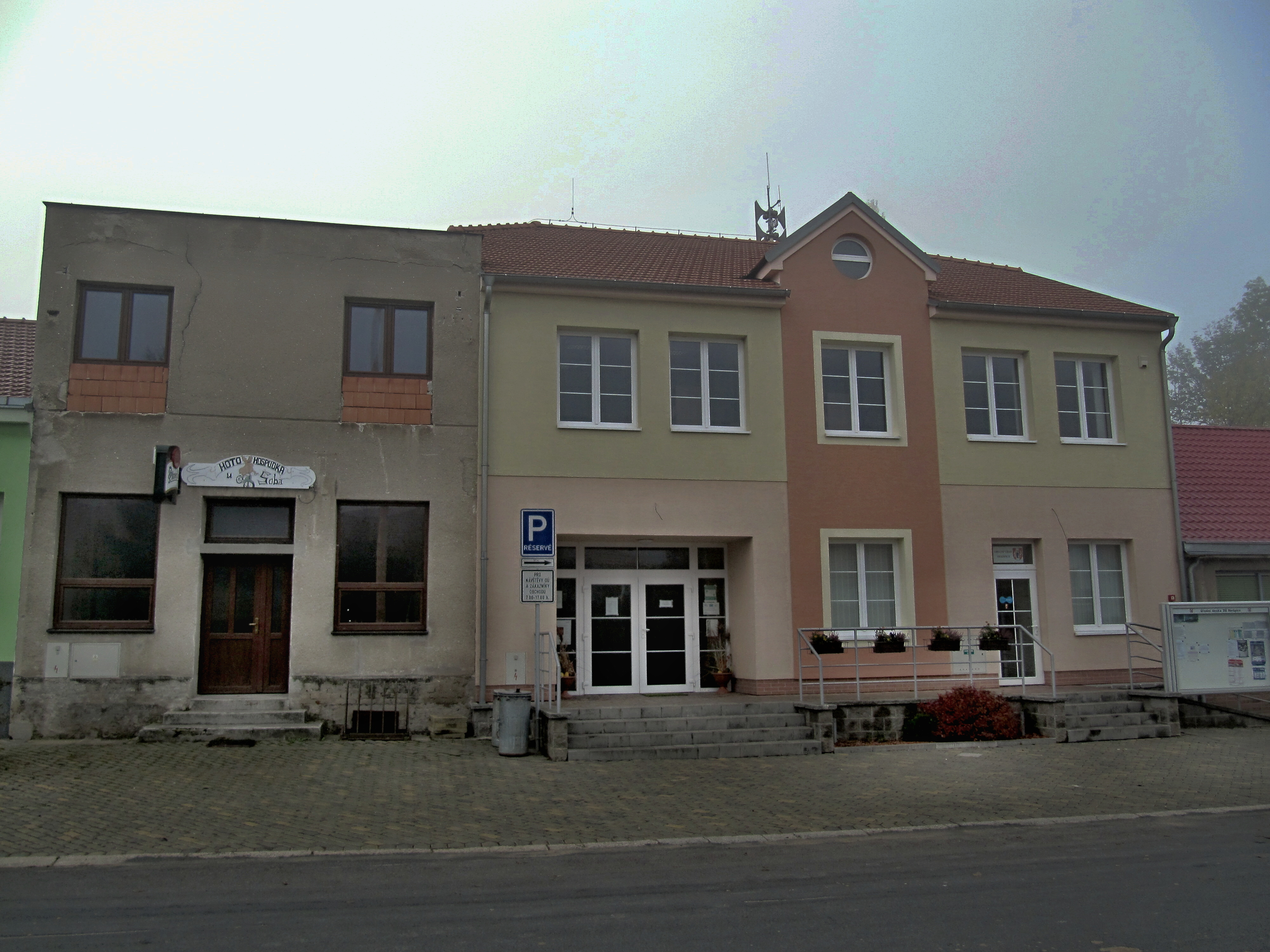
Obecní úřad

## Osobnosti
- Bořivoj Dostál (1929–1994), archeolog
- z Heršpic pocházela rodina Williama Herschela, objevitele planety Uran
- T. G. Masaryk – přijat 31. srpna 1880 do zdejšího sboru Českobratrské církve evangelické augšburského vyznání